# Монстр (фильм, 2003)
«Монстр» (англ. Monster) — американская биографическая криминальная драма режиссёра и сценариста Пэтти Дженкинс. Фильм основан на истории жизни американской серийной убийцы Эйлин Уорнос — придорожной проститутки, застрелившей семь своих клиентов-мужчин в 1989—1990 годах. Шарлиз Терон сыграла роль Эйлин Уорнос и выступила продюсером фильма; Кристина Риччи сыграла полувымышленную героиню Селби Уолл, прототипом которой является возлюбленная Уорнос Тирия Мур.
Сюжет рассказывает о Ли Уорнос, которая выросла в неблагополучной семье, с детства подвергалась сексуальному насилию и с юности зарабатывает проституцией. Она встречает Селби, отношения с которой побуждают Ли бросить проституцию; однако, чтобы содержать Селби, Ли приходится вернуться на нелюбимую работу, что в итоге приводит к череде убийств.
Кинокритик Роджер Эберт назвал роль Терон «одной из величайших актёрских работ в истории кинематографа». Фильм заслужил большое число наград и номинаций, в частности за роль Терон, включая премию «Оскар» (2004) за «Лучшую женскую роль», премию «Золотой глобус» (2004) за «Лучшую женскую роль — драма», премию «Серебряный медведь» Берлинского кинофестиваля (2004) за «Лучшую женскую роль».

## Сюжет
Тридцатилетняя придорожная проститутка Эйлин Уорнос пытается совершить самоубийство, однако перед этим решает выпить пиво и случайно заходит в гей-бар, где встречает молодую девушку Селби Уолл. Она угощает Эйлин пивом и делится своими проблемами в семье. У Селби есть лесбийские наклонности, что заставляет её искать контактов с женщинами, однако до Эйлин — безуспешно. Эйлин первоначально тоже противится этим влечениям Селби, но затем влюбляется в неё.
— Мало кто мог подумать и даже представить себе то, что я могу учиться. Я могу тренировать себя в чём угодно. Люди всегда относятся с пренебрежением к проституткам. Не дают им ни малейшего шанса, потому что они думают, что это лёгкий путь. Но никто не может представить, какую силу надо иметь, чтобы заниматься этим. Ходить по улицам, каждую ночь принимать удары, но не сдаваться. И я не сдалась. Никто из них бы не выдержал, потому что они не знают, насколько я могу быть сильной, если верю во что-то. А я верила в неё.
При встрече с одним из клиентов (именуемом на сленге «Джон Доу» — John Doe значит «аноним») Эйлин подвергается изнасилованию и избиению, однако ей удаётся дотянуться до своей сумочки с револьвером и она убивает мужчину. В итоге ей достаётся автомобиль и некоторая сумма денег. Эйлин уговаривает Селби сбежать от родственников на неделю и пожить в своё удовольствие, они селятся в мотеле в одном номере. Эйлин предпринимает отчаянные попытки бросить своё ремесло — для этого она обращается во множество контор в поисках работы, но везде получает отказ — никому не нужна бывшая проститутка с многолетним стажем. На дороге её задерживает полицейский, который некогда арестовывал её за проституцию и заставляет сделать ему минет. А у Селби начинают проявляться эгоистичные наклонности — она хочет, чтобы Эйлин содержала её, даже если ей придётся вернуться к своему промыслу. Эйлин рассказывает, что убила одного из клиентов, но это не останавливает Селби.
В итоге Эйлин возвращается на дорогу и продолжает убивать клиентов. Тем не менее, она следует некоему своему кодексу чести, который запрещает ей трогать людей, которые не представляются ей подонками. Тем временем полиция начинает поиск убийцы мужчин. В результате случайной аварии на украденном автомобиле лица женщин оказываются известны немолодой чете, которая даёт полиции словесный портрет. Этот портрет постоянно транслируют по телевидению, что приводит сидящую в номере мотеля и смотрящую телевизор Селби в ужас. Она требует, чтобы Эйлин нашла новую машину (то есть фактически — убила следующего мужчину). Жертва — пожилой мужчина вовсе не хочет от Эйлин сексуальных услуг, напротив, он хочет по-человечески ей помочь. Но находящаяся в стрессовом состоянии Эйлин убивает его, что приводит её в полное замешательство.
Деньги на дорогу получены, и Эйлин покупает Селби билет, чтобы та уехала к родителям, отдаёт ей все свои деньги и идёт в бар, где сильно напивается. Здесь она встречает двоих мужчин, которые предлагают ей пройти с ними в машину. Проигнорировав предупреждение своего друга Тома побыстрее уносить ноги, Эйлин выходит на улицу и попадает в полицейскую ловушку. Её арестовывают и отправляют за решётку. Туда ей звонит Селби. Эйлин очень рада звонку и успокаивает девушку, пытаясь намекнуть на то, что у полиции нет доказательств и все может закончиться хорошо. Однако Селби пошла на соглашение с полицией. Она провоцирует Эйлин, пытаясь заставить её принять вину за убийства. Эйлин догадывается о том, что разговор прослушивается полицией, и признается во всем. На суде Селби свидетельствует против Эйлин. Суд штата Флорида приговаривает Эйлин к смертной казни.

## В ролях
| Актёр              | Роль                                    |
| ------------------ | --------------------------------------- |
| Шарлиз Терон       | Эйлин (Ли) Уорнос                       |
| Кристина Риччи     | Селби Уолл (прототип: Тирия Мур)        |
| Брюс Дерн          | Томас, друг Эйлин                       |
| Ли Тергесен        | Винсент Кори (прототип: Ричард Мэллори) |
| Энни Корли         | Донна                                   |
| Пруитт Тейлор Винс | Жене, заикающийся клиент                |
| Марк Макколей      | Уилл, клиент-«папочка»                  |
| Марко Сент-Джон    | Эван, клиент-бывший полицейский         |
| Скотт Уилсон       | Хортон, последний клиент                |
| Рас Блеквелл       | полицейский                             |
| Тим Уэр            | Чак                                     |

## Критика
На агрегаторе рецензий Rotten Tomatoes рейтинг фильма составляет 81 % на основе 190 отзывов со средней оценкой 7,16 из 10. На сайте Metacritic рейтинг фильма составляет 74 балла из 100 на основе 40 отзывов.
Кинокритик Роджер Эберт назвал картину «лучшим фильмом года», поставил фильму четыре звезды из четырёх, а про актёрскую работу Шарлиз Терон написал:

Понаблюдайте за тем, как Терон контролирует свои глаза в фильме; в них нет ни капли невнимания, поскольку она тотчас доносит до зрителя, что она думает и чувствует […] Язык тела Эйлин пугающий и завораживающий. Она не знает, как занять своё тело. Понаблюдайте за Терон: за движениями рук, за тем, как она держится, отбрасывает голову назад и касается волос, чтобы избавиться от нервозности и выглядеть непринуждённо. Понаблюдайте за её техникой курения; она обращается с сигаретами с застенчивой бравадой 13-летнего подростка, пытающегося произвести впечатление на ребёнка. И обратите внимание, что в фильме есть только один момент, когда она кажется расслабленной и в мире с собой. — Роджер Эберт

## Награды и номинации
- 2004 — Премия «Оскар» за лучшую женскую роль (Шарлиз Терон)
- 2004 — Премия «Золотой глобус» за лучшую женскую роль — драма (Шарлиз Терон)
- 2004 — Премия «Выбор критиков» за лучшую женскую роль (Шарлиз Терон)
- 2004 — Премия Гильдии киноактёров США за лучшую женскую роль (Шарлиз Терон)
- 2004 — Премия «Серебряный медведь» за лучшую женскую роль (Шарлиз Терон), а также номинация на «Золотого медведя» Берлинского кинофестиваля за лучший фильм (Пэтти Дженкинс)
- 2003 — Премия Национального совета кинокритиков США за женский прорыв года (Шарлиз Терон)
- 2004 — Две премии «Независимый дух»: лучший дебютный фильм (Пэтти Дженкинс, Марк Деймон, Дональд Кушнер, Кларк Питерсон, Шарлиз Терон, Брэд Уаймэн), лучшая женская роль (Шарлиз Терон), а также номинация за лучший дебютный сценарий (Пэтти Дженкинс)
- 2004 — Премия «Спутник» за лучшую женскую роль — драма (Шарлиз Терон)
- 2005 — номинация на премию BAFTA за лучшую женскую роль (Шарлиз Терон)
- 2004 — две номинации на премию канала «MTV»: лучшая женская роль (Шарлиз Терон), лучший поцелуй (Шарлиз Терон, Кристина Риччи)